# لیومیوم جلدی منفرد
لیومیوم جلدی منفرد (انگلیسی: Solitary cutaneous leiomyoma) یک تومور خوش‌خیم است که معمولاً به‌صورت گرهک گرد، عمقی با حاشیهٔ مشخص و متحرک (بدون چسبندگی) با اندازهٔ ۲ تا ۱۵ میلی‌متر دیده می‌شود و پوست روی آن، قرمز یا بنفش‌فام است.: 627 